# Agrarfrage
De Agrarfrage (Duits, "agrarisch vraagstuk") is een belangrijk probleem in de marxistische theorie. Het is de vraag, tot welke maatschappelijke klasse de boerenbevolking behoort, en welke rol deze speelt in de klassenstrijd.
Het marxisme beschouwt de industriële samenleving als hoofdzakelijk verdeeld in twee elkaar bestrijdende klassen: de bezittende burgerij (de kapitalisten) en het bezitloze proletariaat (de arbeiders). De boerenbevolking is echter in deze tweedeling niet meegenomen, en het is de vraag hoe deze in te delen: bij een van de onderkende klassen, en zo ja, welke, of als een aparte klasse.
Binnen de boerenbevolking als geheel kan onderscheid gemaakt tussen verschillende groepen: eenvoudige landarbeiders zou men als proletariërs kunnen beschouwen, en grootgrondbezitters behoren per definitie tot de bezittende klasse. Hiertussenin ligt echter een scala aan kleinere en grotere boerenbedrijven, gevoerd door een gezin met misschien een paar vaste knechts. Deze situatie voldoet niet aan het stramien van uitbuiting door de bazen zoals dat met het industriële proletariaat gebeurde.
Marx zelf ging er, in ieder geval in de Parijse manuscripten, van uit dat monopolievorming door kapitaalaccumulatie de boerenbevolking tot landbouwarbeiders zou maken.
Na Marx worstelden verschillende marxistische denkers echter met de Agrarfrage, zoals Karl Kautsky.
Volgens Lenin moest de boerenbevolking tot het proletariaat gerekend worden. Zijn oplossing van de Agrarfrage was sterk gebaseerd op de situatie in het Rusland van voor de revolutie, waarin vrijwel alle landbouwgrond in handen was van grootgrondbezitters. De eenheid van arbeiders en boeren in de klassenstrijd wordt gesymboliseerd door de hamer en sikkel die de Sovjet-Unie in 1922 ging voeren, en die wereldwijd is overgenomen door communistische partijen.
Ook de Nederlandse PvdA-minister van landbouw en later eurocommissaris Sicco Mansholt worstelde met de Frage. Mansholts oplossing was alle landbouwgrond te nationaliseren en in pacht te geven aan de boeren en hun een vast salaris betalen, waarmee de boeren arbeiders in dienst van de staat zouden worden. Hoewel Mansholts plan nooit geheel is uitgevoerd, zijn de Europese landbouwsubsidies hier wel een uitvloeisel van.